# Frederic Guillem II de Saxònia Altenburg
Frederic Guillem II de Saxònia Altenburg (en alemany Friedrich Wilhelm II von Sachsen-Altenburg) va néixer a Weimar (Alemanya) el 12 de febrer de 1603 i va morir a Altenburg el 22 d'abril de 1669. Era un noble alemany de la branca ernestina de la Casa de Wettin, el sisè fill del duc Frederic Guillem I de Saxònia-Weimar (1562-1602) i de la seva segona dona, la comtessa Anna Maria de Baviera-Neuburg (1575-1643).
El seu pare va morir abans que ell nasqués. El ducat de Saxònia-Altenburg fou heretat conjuntament amb els seus germans Joan Felip, Frederic i Joan Guillem, exercint com a regent l'elector de Saxònia. També amb els seus germans va anar a fer els estudis superiors a la Universitat de Leipzig, i amb Frederic Guillem completà la seva formació viatjant per Itàlia, Anglaterra, Holanda, França i Hongria.
Va iniciar la seva carrera militar, sota les ordres del seu germà Joan Guillem i va participar en la batalla de Leipzig. Dos anys més tard es va convertir en coronel i en comandant de les tropes saxones. El 1639 va deixar la carrera militar en esdevenir duc sobirà de Saxònia-Altenburg. Després de la Guerra dels Trenta Anys, el país estava completament devastat, i Frederic Guillem es va concentrar en una política de reconstrucció.
Després de la mort del duc Joan Ernest de Saxònia-Eisenach el 1640, Frederic Guillem va rebre els dominis de Coburg, Hildburghausen, Römhild, Sonnenberg, Mönchröden, Gestungshausen Rodach, Neustadt, i el monestir de Schalkau Sonnenfeld. El 1660 va adquirir una part de l'antic comtat de Henneberg a Meiningen, Themar i Behrungen.
El 1664 Frederic Guillem va fer construir a Hummelshain un pavelló de caça. I l'any següent va fer construir per a la seva dona un palau propi a Altenburg, el Magdalenenstift.

## Matrimoni i fills
El 18 de setembre de 1638 es va casar a Altenburg amb Elisabet Sofia de Brandenburg (1616-1650), filla de Cristià Guillem de Brandenburg. El matrimoni no va tenir fills.
L'11 d'octubre de 1652, es va casar de nou amb Magdalena Sibil·la de Saxònia (1617-1668), filla de l'elector Joan Jordi I (1585-1656) i de Magdalena Sibil·la de Prússia (1586-1659). D'aquest segon matrimoni en nasqueren: 
- Cristià (1654-1663).
- Joana Magdalena (1656-1686) casada amb el duc Joan Adolf I de Saxònia-Weissenfels (1649-1697);
- Frederic Guillem (1657-1672).